# 112
Secole: Secolul I - Secolul al II-lea - Secolul al III-lea
Decenii: Anii 60 Anii 70 Anii 80 Anii 90 Anii 100 - Anii 110 - Anii 120 Anii 130 Anii 140 Anii 150 Anii 160
Ani: 107 | 108 | 109 | 110 | 111 | 112 | 113 | 114 | 115 | 116 | 117

## Evenimente

### Imperiul Roman
- Hadrian îl înlocuiește pe Gaius Julius Cassius Steirieus ca archon al Atenei.
- Salonina Matidia primește titlul de augusta.
- Tacitus este guvernator al provinciei romane Anatolia din Asia.
- Traian este consul roman.